# Paradiso (novela)
Paradiso es la primera novela del poeta, ensayista y novelista cubano José Lezama Lima, y la única que publicó en vida. Fue publicada por primera vez en 1966. Es considerada la obra maestra de Lezama y una de las novelas más importantes e innovadoras en lengua española.
Ha sido llevada al cine recientemente con el título de El viajero inmóvil, dirigida por Tomás Piard y producida por el ICAIC.

## Historia
Publicada en 1966, el proceso de escritura tomó a Lezama Lima casi diecisiete años, dado que el primer capítulo apareció publicado en dos números de la revista Orígenes ya en 1949. Posteriormente fueron apareciendo otros.
Concebida como la síntesis y culminación de su sistema poético, la novela sigue la formación del poeta José Cemí desde su infancia, remontando sus orígenes familiares, hasta sus años universitarios. Se trata de un texto complejo, no solo por su barroquismo y su exuberancia poética, sino también por su carácter heterogéneo, que combina elementos narrativos, poéticos y ensayísticos, en una obra de carácter iniciático y parcialmente autobiográfica, lo que ha llevado a algunos a considerarla como novela de aprendizaje.

## Recepción
La publicación de Paradiso provocó un sinfín de críticas diversas. Los primeros y más efusivos reconocimientos le llegaron del extranjero, contando a  Octavio Paz y Julio Cortázar entre los más entusiastas. El Nobel mexicano le escribió una carta poco después de la aparición de la novela:

Delhi, a 3 de abril de 1967.

A José Lezama Lima, en La Habana.
Querido amigo:
Gracias por el envío de Paradisso (sic) y de Órbita. Gracias también por las generosas palabras que lo acompañan. Leo Paradisso poco a poco, con creciente asombro y deslumbramiento. Un edificio verbal de riqueza increíble; mejor dicho, no un edificio sino un mundo de arquitecturas en continua metamorfosis y, también, un mundo de signos - rumores que se configuran en significaciones, archipiélagos del sentido que se hace y deshace - el mundo lento del vértigo que gira en torno a ese punto intocable que está ante la creación y la destrucción del lenguaje, ese punto que es el corazón, el núcleo del idioma. Además, es la comprobación de lo que algunos adivinamos al conocer por primera vez su poesía y su crítica. Una obra en la que Ud. cumple la promesa que le hicieron al español de América Sor Juana, Lugones y unos cuantos más. Su amigo fraternal,

Octavio Paz

Cortázar, por su parte, expresó:

En sus instantes más altos Paradiso es una ceremonia, algo que preexiste a toda lectura con fines y modos literarios; tiene esa acuciosa presencia típica de lo que fue la visión primordial de los eléatas, amalgama de lo que más tarde se llamó poema y filosofía, desnuda confrontación del hombre con un cielo de zarpas de estrellas. Una obra así no se lee; se la consulta, se avanza por ella línea a línea, jugo a jugo, en una participación  intelectual y sensible tan tensa y vehemente como la que desde esas líneas y esos jugos nos busca y nos revela.

Dos años más tarde, el crítico mexicano Carlos Monsiváis escribió:

¿Qué es Paradiso? La multiplicidad de sus niveles, de los órdenes del conocimiento que involucra, hacen imposible una sola respuesta: es tratado de teogonía; diálogo platónico sobre el ser, el sexo (ortodoxo y heterodoxo) y la conciencia; fabulación y mito; revisión e invención del idioma, monumento barroco. En cualquiera de estos órdenes, Paradiso resulta un ejercicio y un logro totalizadores. (...) López Velarde se enlaza aquí con Lezama: en Paradiso todo es reconquista: reconquista de la infancia; reconquista del primer gozo y el primer asombro ante el conocimiento; reconquista de las potencialidades de un lenguaje que quizás nunca había sido nuestro, pero que estaba allí, a nuestra disposición, para que se extinguiera la conseja de la pobreza de recursos del español y se acreciera la leyenda de una ignorancia que había dejado sin explorar, conquista y asimilar todo un idioma; reconquista de la metáfora, esa incursión comparativa, que en Lezama se vuelve delirio de la extrapolación.

Estos comentarios contrastaron con la dura crítica oficial (con excepciones como Vitier o Carpentier), que la calificó de hermética, morbosa y pornográfica, especialmente por sus pasajes homoeróticos. Esta polémica (que terminó con el retiro de la novela de las librerías), sumada a la decisión de Lezama de otorgar el Premio Julián del Casal al poemario Fuera del juego de Heberto Padilla en 1968, en contra del veredicto de la UNEAC, significó la pérdida del favor del gobierno revolucionario, con el cual había mantenido buenas relaciones hasta ese momento.  Aun hoy, la relación entre Lezama y el gobierno cubano sigue siendo materia de intensos debates y versiones encontradas. 
Más de cincuenta años después de su aparición, sigue siendo una novela que rompe con los cánones de la literatura tradicional y que impone un gran reto al lector. Fue incluida en la lista de las 100 mejores novelas en español del siglo XX del periódico español «El Mundo».

## Ediciones
La trayectoria editorial de Paradiso estuvo plagada, desde un principio y por diferentes factores, de un sinfín de problemas. La primera edición, hecha en 1966 por la UNEAC, contaba con numerosas erratas, varias de las cuales fueron advertidas por Cortázar al momento de leer la novela. Este defectuoso texto fue utilizado por la editorial argentina De la Flor para su edición local, hecha, según el propio Lezama, sin permiso del autor o la editorial, aparecida dos años después.
En 1968 la editorial mexicana Era publicó una edición revisada y corregida, ilustrada por René Portocarrero y al cuidado de Cortázar y Monsiváis, enmendando las erratas de la descuidada edición cubana, especialmente en lo concerniente a las citas. No obstante, y a pesar de que esta sigue siendo la edición más utilizada hoy en día, también cuenta con varias erratas, en parte porque, al momento de revisar las pruebas de galera, Lezama no utilizaba sus manuscritos, y según testimonio de él mismo, no revisó esta segunda versión.
Hubo que esperar hasta 1980 para que apareciera una tercera versión del texto, a cargo de Cátedra y al cuidado de su hermana Eloísa. Aunque esta edición, al cotejar las dos anteriores, busca corregir la mayor cantidad posibles de erratas, también normaliza la puntuación buscando privilegiar la norma por sobre el estilo del autor.
En 1988 aparece una edición crítica en la Colección Archivos, preparada por un equipo a cargo de Cintio Vitier, que cotejó todas las ediciones anteriores con el manuscrito original, buscando presentar un texto lo más fiel posible.
A finales de 2021, la editorial mexicana Era reeditó la novela con la intención de ofrecer una edición definitiva, de manera que "elimina errores y erratas, y restaura la novela a su estado primigenio". Esto supone que nos encontramos con la más limpia y fiel edición hasta hoy aparecida.